# 52246 Дональдджогансон
52246 Дональдджогансон (попереднє позначення 1981 EQ5) — вуглецевий астероїд із внутрішньої частини поясу астероїдів діаметром приблизно 4 км, член сім'ї Ерігони. Він був відкритий 2 березня 1981 року американським астрономом Шелте Басом в обсерваторії Сайдінг-Спрінг в Австралії. Астероїд є метою космічної місії «Люсі» і був влучно названий на честь американського палеоантрополога Дональда Йогансона, співвідкривача австралопітека Люсі, на честь якої названа місія.

## Історія і найменування

### Відкриття
Астероїд був відкритий 2 березня 1981 року, але пізніше вдалось знайти його на знімках за лютий 1981 року (так зване спостереження до відкриття), що подовжило дугу спостереження на 2 тижні до відкриття.

### Ціль місії «Люсі»
Планується, що Дональдджогансон відвідає космічний апарат «Люсі» (англ. Lucy) на шляху до своєї головної цілі — кількох троянських астероїдів Юпітера. Космічний апарат був запущений 16 жовтня 2021 року. Проліт поблизу астероїд запланований на 20 квітня 2025 року. «Люсі» має пройти на відстані 922 км від астероїда на швидкості 13,4 км/с.
20 і 22 лютого 2025 року космічний апарат NASA з місії Lucy зробив перші знімки 4-кілометрового астероїда Дональдджогансон у межах програми оптичної навігації, щоб визначити точне місце розташування астероїда і зробити розрахунок траєкторії польоту перед зближенням, яке заплановане на 20 квітня поточного року.

### Найменування
Космічний апарат «Люсі» названий на честь австралопітека Люсі — одного з найповніших знайдених скам'янілих скелетів австралопітека, а Дональджогансон названий на честь співвідкривача цієї скам'янілості Дональда Джогансона, американського палеоантрополога. Схвалену цитату про найменування було опубліковано Центром малих планет 25 грудня 2015 року.

## Орбіта і класифікація

Анімація траєкторії Люсі навколо Сонця
Lucy·
Sun·
Earth·
52246 Donaldjohanson·
3548 Eurybates·
21900 Orus·
617 Patroclus

Дональдджогансон є членом сім'ї Ерігони, великої сім'я вуглецевих астероїдів, що налічує близько 2000 відомих членів і названа на честь свого материнського тіла 163 Ерігона. Це відносно давнє сімейство, яке виникло приблизно 130 мільйонів років тому.
Дональдджогансон обертається навколо Сонця у внутрішньому поясі астероїдів з великою напіввіссю 2,38 а. о. та орбітальним періодом 3 роки і 8 місяців (1345 днів). Орбіта має ексцентриситет 0,19 і нахил відносно екліптики 4°.

## Фізичні характеристики

### Спектральна класифікація
Дональдджогансон був охарактеризований як вуглецевий астероїд типу C, що узгоджується з приналежністю до сім'ї Ерігони, для якої типові спектральні типи C і X.

### Крива блиску
Фотометричні спостереження Дональджогансона в серпні 2020 року показали, що астероїд має надзвичайно високу амплітуду кривої блиску в 1,7 зоряної величини. Така сильна варіація блиску означає, що Дональдджогансон або має дуже витягнуту форму, або є синхронною подвійною системою. Фотометричні спостереження двома телескопами TRAPPIST з листопада 2020 року по лютий 2021 року визначили, що період обертання Дональдджогансона дуже великий і становить приблизно 252 години.

### Діаметр і альбедо
За даними інфрачервоних спостережень космічної місії WISE (та її продовження NEOWISE), Дональдджогансон має діаметр 3,895 км, а його поверхня має альбедо 0,103.